# Galeria Sztuki na Kozińcu
Galeria Sztuki na Kozińcu im. Włodzimierza i Jerzego Kulczyckich – jeden z zakopiańskich oddziałów Muzeum Tatrzańskiego, mieszczący się przy ul. Droga na Koziniec 8. 

## Historia
Ulokowana jest w neoklasycystycznym pałacu wzniesionym w latach 20. XX wieku. Galeria zwana również bywa „Cyrankiewiczówką”, bowiem po II wojnie światowej budynek należał do Urzędu Rady Ministrów i odwiedzali go notable ówczesnego świata w tym premier Józef Cyrankiewicz. Budynek przeszedł na własność Muzeum w 1981 roku z przeznaczeniem na galerię Kobierców Wschodnich. Od tego czasu wykorzystywany jest jako przestrzeń ekspozycyjna dla wystaw czasowych obiektów zgromadzonych w magazynach Muzeum. 
W Galerii cyklicznie prezentowana jest wystaw kobierców przekazana Muzeum Tatrzańskiemu w 1977 roku przez Annę Piotrowicz-Kulczycką. Poza kolekcją kobierców w zbiorach tego oddziału znajdują się jeszcze prace Marka Żuławskiego przekazane przez żonę artysty – również wystawiane cyklicznie.